# توزیع رسانه و سرگرمی دیزنی
توزیع رسانه و سرگرمی دیزنی (انگلیسی: Disney Media and Entertainment Distribution) شرکت سرگرمی آمریکایی است، که در سال ۲۰۲۰ توسط شرکت والت دیزنی تأسیس شد.